# Ротонда (Telegram-канал)
«Ротонда» — российский Telegram-канал, посвящённый политике Санкт-Петербурга и преследованию городских активистов. Канал создали в 2016 году журналисты Ксения Клочкова, Мария Карпенко и Виктор Овсюков.

## История
В году трое парламентских журналистов — Ксения Клочкова из «Фонтанки» и Мария Карпенко из «Коммерсанта» и Виктор Овсюков из «Делового Петербурга» — создали канал для освещения новостей политики и медиабизнеса в Санкт-Петербурге. Они дали название в честь зала-ротонды в Мариинском дворце, где проходят торжественные церемонии Законодательного собрания Санкт-Петербурга. В отличие от политических анонимных Telegram-каналов создатели «Ротонды» принципиально позиционировали себя как не анонимный канал. Здесь размещались посты, основанные на журналистских материалах, а также инсайдерская информация и тексты, которые не подходили для традиционных СМИ.
Вскоре после создания канала Овсюков покинул проект, и управлением продолжили заниматься только Мария Карпенко и Ксения Клочкова. Первые несколько месяцев у канала было 200–300 читателей, в основном знакомых создателей — депутаты, чиновники, пресс-секретари и оппозиционеры. Впоследствии был создан отдельный чат для подписчиков, в который входил и Виталий Милонов. Из-за большого потока сообщений авторы канала решили создать ещё один чат под названием «Элитарная Ротонда». Доступ в этот чат был только по приглашениям, и он включал представителей оппозиции и чиновников, которые могли свободно обсуждать политику и градостроительные вопросы Петербурга.

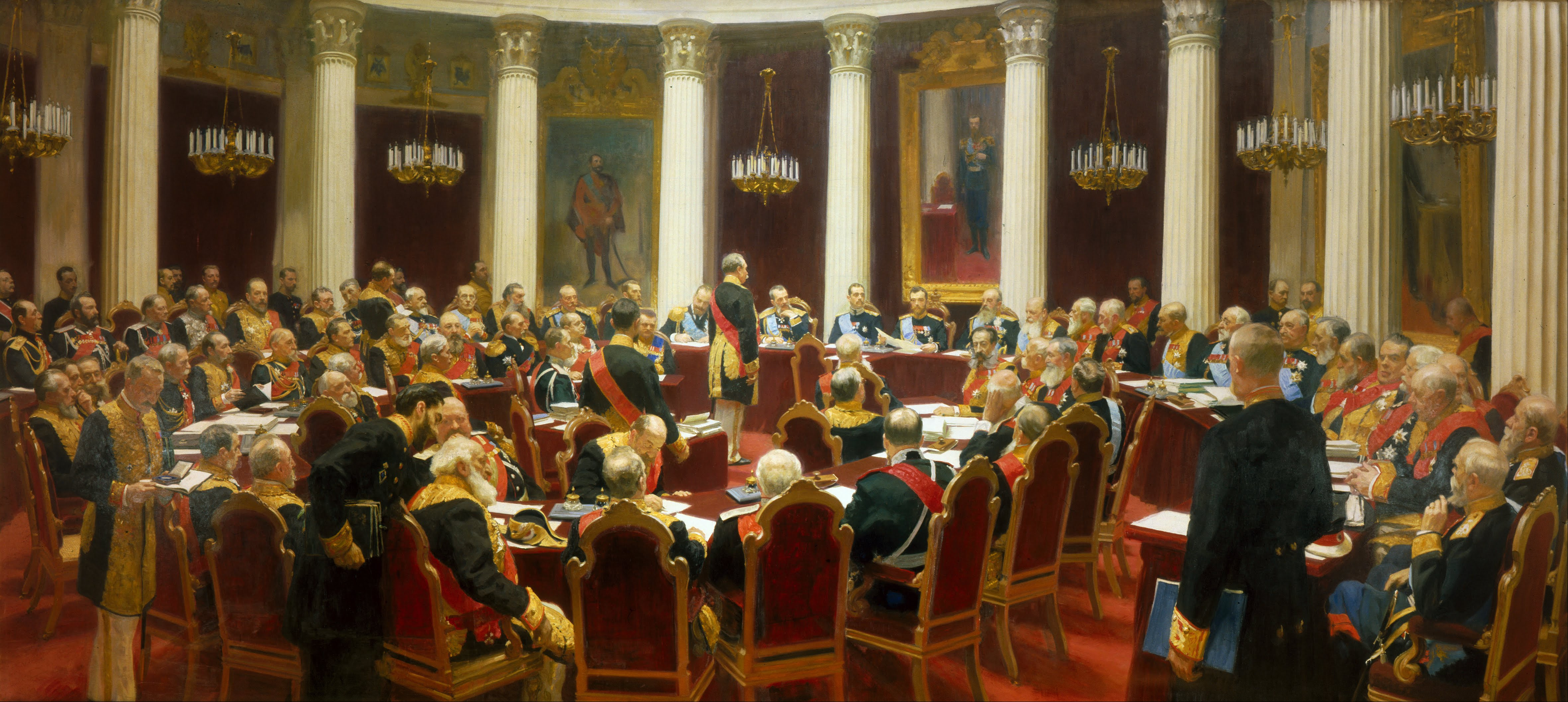
Картина Ильи Репина «Торжественное заседание Государственного совета», изображающая ротонду в Мариинском дворце, в честь которой назван Telegram-канал

Канал пишет про петербургскую политику и события, который связаны или влияют на политические процессы. В 2019 году особое внимание было уделено деятельности врио губернатора Санкт-Петербурга Александра Беглова. Карпенко, в частности, обращалась в Смольный с вопросами об избирательной работе пресс-службы, указывая, что на мероприятия с участием губернатора приглашались только лояльные администрации издания. Согласно расследованиям «Фонтанки» и «Ротонды», с приходом Беглова в Санкт-Петербурге произошли значительные изменения в медиапространстве. Ключевые СМИ, такие как «Деловой Петербург», перешли под контроль бизнесменов Ковальчуков, близких к Владимиру Путину. Любовь Совершаева, правая рука Юрия Ковальчука, стала курировать внутреннюю политику и СМИ в петербургской администрации. СМИ, подконтрольные Евгению Пригожину, также были ориентированы на поддержку Беглова. «Ротонда» публиковала расследования предвыборной кампании Беглова, благодаря которым стало известно о политтехнологе Дмитрии Ковалёве, курировавшем контрпропаганду в штабе Беглова и тесно связанном с политтехнологами, работающими на Пригожина. Именно Ковалёв, по данным «Фонтанки» и «Ротонды», организовал кампанию против оппозиционного депутата Максима Резника. В 2019 году после разгона оппозиции на первомайском шествии СМИ, аффилированные с Пригожиным, развернули кампанию против Резника, называя его «депутатом-травокуром». Затем за ним установили слежку, а на сайте пригожинских «Невских новостей» появилось видео, где Резник курит самокрутку.
К 2019 году у канала «Ротонда» было около 10 тысяч подписчиков, а в 2020 году их число выросло до 19 тысяч. В 2023 году «Ротонда» вошла в список самых читаемых Telegram-каналов о Петербурге по версии читателей издания «Бумага». По состоянию на октябрь 2024 года у канала было более 30 тысяч подписчиков. С февраля 2022 года из описания канала пропали имена его основателей.

## Преследование
В 2019 году Марию Карпенко уволили из «Коммерсанта» за её публикации в «Ротонде». По её словам, это произошло после критики предвыборной кампании Александра Беглова, что шло вразрез с редакционной политикой издания. Главный редактор «Коммерсанта» Владимир Желонкин пояснил, что работа Карпенко в Telegram-канале была расценена как активизм, несовместимый с профессиональной деятельностью журналиста, а также нарушала правила издания, согласно которым сотрудники могут работать только в одном медиа.
Я достоверно знаю, что мои последние публикации в газете "Коммерсант", которые касались политики Александра Беглова, вызывали недовольство со стороны властей, поэтому я склонна оценивать все произошедшее как связанные вещи.Мария Карпенко
Это увольнение стало первым случаем в России, когда журналиста отстранили от работы из-за публикаций в Telegram-канале. Пост об её увольнении широко распространился по другим Telegram-каналам, включая каналы Ксении Собчак и Алексея Навального. Союз журналистов Санкт-Петербурга и Ленинградской области назвал увольнения «попыткой нарушения её конституционного права на свободу слова».
В 2020 году Виктор Овсюков сообщил, что его страница во «ВКонтакте» была взломана, и злоумышленники интересовались его личной перепиской за последние 10 лет.
В апреле 2021 года в квартире Ксении Клочковой прошёл обыск. Следователи интересовались её соседом по квартире, соратником Алексея Навального Денисом Кабаковым. В апреле 2024 года обыски у Клочковой повторились в рамках дела против журналиста Андрея Захарова, обвиняемого в уклонении от выполнения обязанностей «иноагента». Статус «иностранного агента» был присвоен Захарову ещё в октябре 2021 года.
В марте 2022 года газета «МК в Питере» опубликовала колонку журналиста Михаила Бурчика, работавшего до этого на Евгения Пригожина, который призвал Следственный комитет обратить внимание на публикации петербургских СМИ «Фонтанка», «Новая газета», «Бумага» и телеграм-канала «Ротонда» из-за их публикаций о ситуации в Украине. Бурчик находится в розыске ФБР за вмешательство в выборы на территории США.

## Награды
В 2018 году Мария Карпенко была удостоена престижной журналистской премии «Золотое перо 2018». Она также была номинирована в категории «Новые медиа» за Telegram-канал «Ротонда»
В 2019 году «Ротонда» выиграла премию «Золотое перо» в номинации «Новые медиа». В том же году канал получил премию Союза журналистов Петербурга.